# توماس مک کیب
توماس بیرد مک کیب(۱۱ ژوئیه ۱۸۹۳–۲۷ مه ۱۹۸۲)به مدت ۳۹ سال مدیر عامل بزرگترین شرکت تولیدکننده دستمال کاغذی وقت به نام اسکات بود. او همچنین در سال ۱۹۴۸ توسط هری ترومن به عنوان هشتمین رئیس بانک مرکزی آمریکا منصوب شد. در دوران سه ساله کاریش به دنبال رساندن بانک مرکزی به جایگاه نهادی قدرتمند و مستقل بود. زمانی که در سال ۱۹۵۰ مناقشه ای بین بانک مرکزی و خزانه داری بر سر تعیین سیاست‌های نرخ بهره و خودداری از اعطای اعتبار شکل گرفته بود. مک کیب در کمیته ای که ترومن برای رسیدن به نوعی مصالحه ایجاد کرده بود شرکت کرد. بالاخره در سوم مارس ۱۹۵۱ به تفاهم نامه ای موسوم به تفاهم نامه ۱۹۵۱ دست یافتند. رهبری هوشمندانه او در این پرونده که باعث اتخاذ موضعی مقتدرانه در مخالفت با سیاست‌های تحمیلی خزانه داری بر بانک مرکزی مبنی بر تعیین دستوری نرخ بهره بود کاملاً مشهود بود. تفاهم نامه ۱۹۵۱ پایه‌های سیاست پولی ای را بنا نهاد که امروزه بانک مرکزی آمریکا آن را دنبال می‌کند. مک کیب پس از استعفا از بانک مرکزی در سال ۱۹۵۱ به بخش خصوصی بازگشت. سر انجام توماس بیرد مک کیب در سال ۱۹۸۲ و در سن ۸۸ سالگی در سوارثمور پنسیلوانیا در گذشت. او از ازدواجش با جنت اورت لاز در سال ۱۹۲۴ صاحب سه پسر شد که یکی از آنها به نام جیمز لاز مک کیب متولد ۱۹۴۳ هنوز در قید حیات است، او مؤسس و رئیس شرکت مشاورین سرمایه درکسل مورگان و همچنین شرکت مدیران سرمایه مک کیب است.